# Peperomia tenuipeduncula
Peperomia tenuipeduncula är en pepparväxtart som beskrevs av C. Dc.. Peperomia tenuipeduncula ingår i släktet peperomior, och familjen pepparväxter. Inga underarter finns listade i Catalogue of Life.